# ANGEL TYPE
『ANGEL TYPE』（エンジェル タイプ）は、2005年3月25日にminori feat. Aerisより発売された18禁アダルトゲーム。

## 概要
この作品は、当初は新規ブランド・Aerisから2001年9月予定で発売される予定だったが、諸般の事情で発売中止となり、ブランド自体も閉鎖された。その後、minoriから改めて発売された。

## ストーリー
定時制の学校に通う藤代尚は、孤独を感じていたところ、3人の少女と出会う。
それは、彼の日常に変化をもたらした。

## 登場人物
藤代 尚（ふじしろ なお）
本編の主人公。
川原 砂緒（かわはら すなお）
声 - 手塚まき
尚の友人で、元々は別の学校の音楽科に通っていたが、大会で失敗したことがきっかけでピアノが弾けなくなり、不登校に陥っていた。その後彼の通う定時制の学校に編入してきた。
佐倉 詩希（さくら しき）
声 - 夢咲朱花
両親を事故で失い、猫とともに自由な生活を送る少女。学校を休むことが多いが、勉強の成績が悪いわけではない。
柚月 未憂（ゆづき みゆう）
声 - 鈴田美夜子
星と海と生き物を愛する明るい少女。先天性の病気のため定時制の方に通っている。
川原 真名（かわはら まな）
声 - 春乃いちご
砂緒の妹で、心臓の病気を抱えていた。
希崎 恵（きざき めぐみ）
声 - 浅野麻理亜
主人公の従姉。主人公とは同じ学校の全日制の方に通っている。
設楽 章（しだら あきら）
声 - 中澤歩
古坂 有花（こさか ゆか）
声 - 星川未流来

## スタッフ
- シナリオ - 古我望
- 原画 - 八樹隼一郎
- 音楽 - Ebi、443、FUDE_R

## 主題歌
OPテーマ「Monologue」
作詞：由依 / 作曲：443(ClapScrap) / 編曲：MANYO / 歌：彩菜
EDテーマ「LOVES」
作詞：由依 / 作曲：443(ClapScrap) / 編曲：MANYO / 歌：彩菜
挿入歌「Catharsis」
作詞：藍崎朔 / 作曲：Yoshio(ClapScrap) / 編曲：MANYO / 歌：彩菜

## 関連商品
サウンドトラック
- ANGEL TYPE オリジナル・サウンドトラック「Legato」（minori feat. Aeris、2005年10月14日発売） SW-018